# Édouard Kutter (1934)
Pour les articles homonymes, voir Kutter.
Édouard Kutter, né le 5 novembre 1934 à Luxembourg et mort le 17 mai 2022, est un photographe luxembourgeois, éditeur d'ouvrages d'art et propriétaire d'une galerie d'art.
En 1966, il est devenu, comme son père Édouard, photographe de la Cour grand-ducale.

## Collections
Ses clichés (plus de 200 000) sont conservés à la Photothèque de la Ville de Luxembourg.